# Dynasty Wars
Dynasty Wars (Tenchi wo Kurau in Giappone) è un videogioco arcade picchiaduro a scorrimento pubblicato nel 1989 da Capcom, basato sul manga Tenchi wo Kurau, una rievocazione della battaglia tra il regno di Shu e i ribelli dei Turbanti Gialli. Ciascuno dei giocatori assume il ruolo di uno dei quattro generali cinesi che nel periodo dei Tre regni tentano di sedare la ribellione, combattendo a cavallo con armi bianche. Nel 1990 uscirono conversioni per home computer Amiga, Amstrad CPC, Atari ST, Commodore 64 e ZX Spectrum sviluppate da Tiertex e pubblicate da U.S. Gold. NEC Avenue produsse una versione PC Engine CD che fu pubblicata esclusivamente in Giappone nel 1994.
Dynasty Wars ebbe un seguito arcade con Warriors of Fate, che però non fu convertito per nessuna delle stesse piattaforme domestiche.
Giochi completamente differenti tratti dallo stesso manga vennero realizzati da Capcom per altre piattaforme, tra cui Destiny of an Emperor per NES (soltanto in Nordamerica), Tenchi wo Kurau per Game Boy, Tenchi wo Kurau per PC-88, Tenchi wo Kurau: Sangokushi Gunyuuden per SNES.

## Trama
L'obiettivo del giocatore è spazzare via la Huang Ching, l'organizzazione responsabile dei disordini della dinastia Han e la successiva sconfitta del tiranno Dong Zhuo. Ci sono un totale di otto livelli, corrispondenti a province in riferimento alle battaglie storiche nel manga.

## Modalità di gioco
Questo gioco ha visuale 2,5D e scorre sempre a destra. I giocatori (uno o due, ma la versione Commodore 64 ne supporta solo uno) devono sopravvivere alle orde di ribelli e raggiungere e uccidere il generale dei ribelli in ogni livello per liberare la provincia.
Ci sono 4 personaggi selezionabili, ciascuno con le varie specifiche in termini di potenza d'attacco e vitalità.
I protagonisti combattono a cavallo e possono rivolgersi e attaccare a destra o sinistra. Tenendo premuto più a lungo il pulsante/tasto di attacco, si carica una barra della forza del colpo, nonché in molte versioni un'icona con il volto del protagonista assume un'espressione sempre più agguerrita; al rilascio del pulsante parte un attacco più potente in proporzione alla barra.
Si possono inoltre utilizzare "tattiche", ossia attacchi speciali, disponibili di un tipo alla volta, che colpiscono ad ampio raggio, ma consumano l'energia vitale del giocatore.
Nella versione arcade i giocatori possono usare tre bottoni: per attaccare a sinistra, attaccare a destra, o usare le tattiche. Inserendo più monete e premendo START si incrementa al massimo la vita del giocatore.
In uno stile gioco di ruolo, completando i livelli e raccogliendo sfere gialle si incrementano i punti esperienza in modo da salire di livello, ottenendo maggiore vitalità e usare armi più forti, potenziabili ogni 3 sfere blu raccolte. I tesori nel gioco incrementano il punteggio del giocatore, e i cibi ripristano la vitalità.
Le conversioni per computer hanno meno varietà nei nemici, fanti o arcieri e occasionalmente cavalieri, tra i quali i boss che sono tutti cavalieri dello stesso tipo.
La versione PC Engine è più fedele all'originale, aggiunge un'introduzione estesa e intermezzi durante il gioco.

## Accoglienza
Dynasty Wars fu generalmente apprezzato dalla critica come arcade, mentre le conversioni per computer ricevettero giudizi molto variabili dalla stampa europea.
Ad esempio le riviste Zzap! 47 (voto 82% C64), The Games Machine 22 (86% Amiga) e Videogame & Computer World 12 (8,7/10 C64) lo trovarono tecnicamente ben realizzato; viceversa secondo Commodore Gazette 4 (1/5 Amiga e C64) era tecnicamente pessimo oltre che monotono nella giocabilità, Commodore Computer Club 78 (6,5/10 Amiga) apprezzava l'atmosfera ma meno la tecnica e Trucchi e Segreti Videogiochi 17 (14/20 Amiga) apprezzava l'originalità ma meno la tecnica.